# Innocenzo Manzetti
Innocenzo Vincenzo Bartolomeo Luigi Carlo Manzetti (Aosta, 17 marzo 1826 – Aosta, 15 marzo 1877) è stato uno scienziato e inventore italiano.
Mente creativa ma pragmatica, Innocenzo Manzetti era noto nella comunità scientifica e nella città natale per le sue invenzioni: un automa che suona il flauto, un'automobile a vapore, una pompa idraulica, uno speciale cemento idraulico, una macchina per scolpire dall'eccezionale precisione, e altro ancora. Secondo alcune fonti è stato un precursore dell'invenzione del telefono, che studiò e perfezionò tra il 1843 e il 1865 pur non brevettandolo.

## Storia
Fin da giovane si interessò di meccanica. Nel 1840, infatti, realizzò un automa in grado di suonare il flauto tramite un complesso sistema ad aria compressa ed un programma inciso su un cilindro rotante, come nei carillon. L'apparato era molto avanzato per l'epoca e ancora oggi il “robot” è oggetto di studio e di grande ammirazione da parte di studiosi ed appassionati, ed è considerato il primo motore pneumatico al mondo.
Il cruccio di Manzetti era quello di riuscire a far parlare il suo automa, che già aveva attirato la curiosità di molti scienziati di altre nazioni, intenzionati a esporlo presso le maggiori istituzioni scientifiche del tempo. Già nel 1843 aveva ipotizzato la possibilità di realizzare un "telegrafo vocale", che avrebbe sfruttato l'ultimo ritrovato tecnologico dell'epoca, i circuiti telegrafici, per trasmettere una voce "elettrica" tramite il principio dell'induzione elettromagnetica.
Nel frattempo realizzò numerosi altri apparati meccanici: a lui, per esempio, si deve il brevetto della macchina per la pasta (1857), oppure la realizzazione della prima autovettura a vapore in grado di circolare lungo le strade (1864), o un particolare tipo di calce idraulica sperimentata fin dal 1869, ma brevettata nel 1877, o ancora un orologio da caricarsi una sola volta all'anno.
Il suo lavoro era riconosciuto dalle istituzioni: per esempio, nel 1863 gli fu affidata la progettazione del Palazzo comunale di Villeneuve.

### Il telefono
Agli inizi degli anni sessanta dell'Ottocento tornò ad occuparsi del telegrafo vocale. Nel 1864-1865 creò un vero e proprio telefono elettrico in grado di trasmettere la voce umana ad oltre mezzo chilometro di distanza. L'apparato fu notevolmente perfezionato, tanto che venne presentato alla stampa nell'estate del 1865.
I giornali di tutto il mondo, per la prima volta in assoluto, annunciarono che era stata trovata la possibilità pratica di trasmettere la parola a distanza per mezzo dell'elettricità.

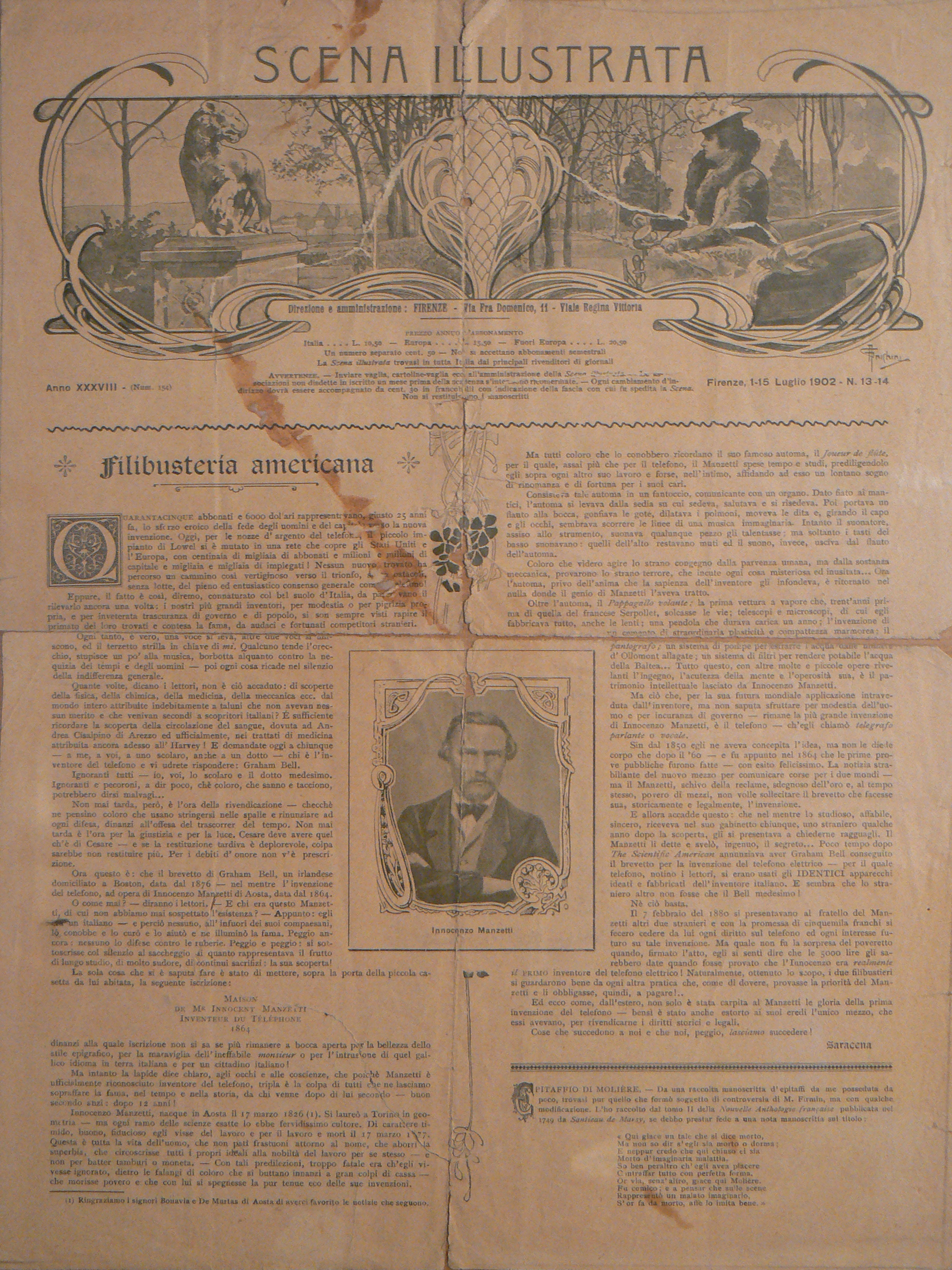
Pagina del periodico "Scena illustrata" numero del luglio 1902. L'articolo "Filibusteria americana" si occupa di Innocenzo Manzetti e delle sue invenzioni.

Antonio Meucci, sconosciuto immigrato italiano a New York, aveva anch'egli concepito qualcosa di simile. Passato qualche mese dalla lettura della notizia, infatti, confidò ad un giornale americano: «Io non posso negare al sig. Manzetti la sua invenzione», e descrivendo il proprio prototipo rese evidente la minor perfezione di questo rispetto a quello inventato ad Aosta: per parlare con il telefono di Meucci, infatti, bisognava tenere tra i denti una "barretta di contatto", mentre l'apparecchio di Manzetti già prevedeva che la voce passasse attraverso una cornetta.
Ma a causa del costo dei brevetti, né l'uno né l'altro brevettarono le loro invenzioni, ossia il telettrofono (Meucci) e il télégraphe vocal (telegrafo vocale) (Manzetti), anche se Meucci, già nel 1871, aveva pensato a registrare un “caveat” del suo prototipo valevole per due anni: furono solo le sue precarie condizioni economiche e sociali (Meucci viveva grazie ad un sussidio e non sapeva parlare l'inglese) che gli impedirono di spedire i 10 dollari necessari per rinnovare il "brevetto provvisorio".
Il brevetto ufficiale del telefono fu quindi quello di Alexander Graham Bell del 14 febbraio 1876, ma l'enorme ritorno economico che il telefono avrebbe permesso ai suoi pionieri fece sì che si scatenasse una vera e propria battaglia legale. La storia insegna che Bell fu l'unico a poterne sfruttare il brevetto, ma ha anche restituito a Meucci il posto tra i grandi inventori e il primato su Bell per la sua intuizione dimostrata come antecedente: l'11 giugno 2002, infatti, il Congresso degli Stati Uniti ha riconosciuto storicamente a Meucci la paternità del telefono, grazie agli studi del professor Basilio Catania, a lungo direttore dello CSELT di Torino.
La paternità dell'invenzione, nonostante sia attestata da numerosi documenti come i giornali del 1865, o dall'ammissione di Meucci stesso, o ancora da alcune dichiarazioni del Ministero Italiano della Pubblica Istruzione contrario a un'invenzione che avrebbe permesso ai cittadini di comunicare direttamente tra loro scavalcando il controllo dei funzionari pubblici, deve ancora essere ufficialmente riconosciuta a Manzetti.

### Il cemento idraulico

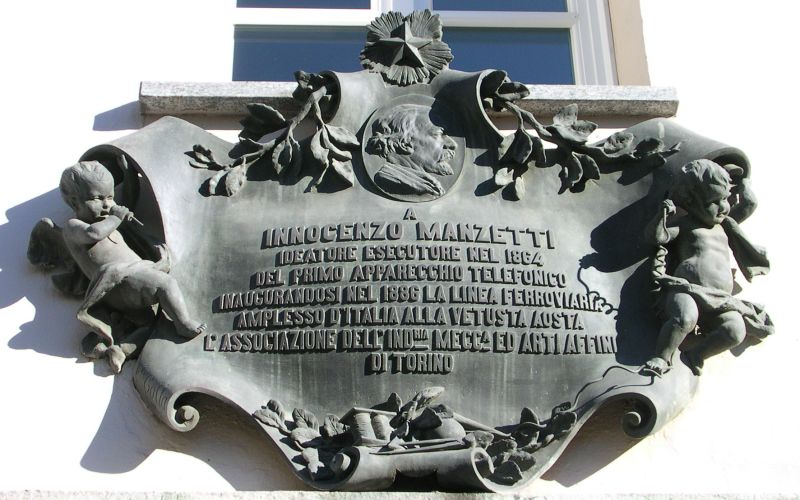
Aosta - Targa dedicata a Innocenzo Manzetti

Con il suo cemento idraulico nel 1874 Manzetti fece costruire anche la sua casa, nell'attuale via Xavier de Maistre ad Aosta, che ancora oggi porta la targa commemorativa.

### Vettura a vapore
È solo nel 2008 che sono state ritrovate le carte (registre) che descrivono la voiture à vapeur, consegnate dall'ultima erede di Manzetti a Mauro Caniggia Nicolotti e Luca Poggianti, biografi del Manzetti; esse sembrano illustrare una vera e propria antenata a vapore dell'automobile. Si tratta della stessa carrozza a vapore citata da alcuni giornali valdostani e piemontesi tra il 1869 e il 1870.

### L'automa suonatore di flauto

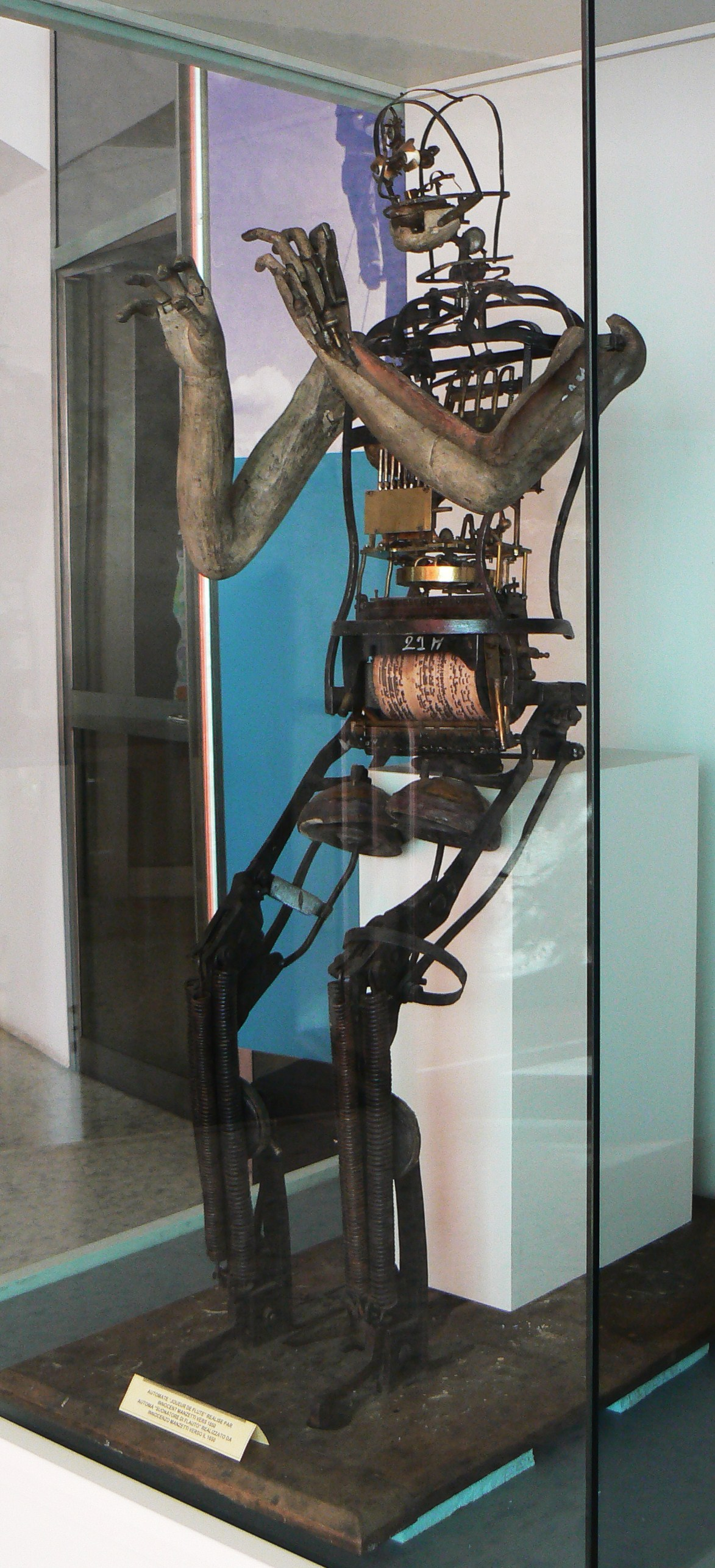
Il suonatore di flauto (1840), fotografato alla Maison de Mosse di Avise, è oggi esposto al Centro Saint-Bénin di Aosta

Invenzione meno nota di Manzetti è l'automa suonatore di flauto.
Manzetti costruì il suo automa nel 1840, a soli 14 anni. A grandezza naturale, era composto di vari materiali come ottone, ferro, acciaio , porcellana e legno, ed aveva un meccanismo molto complesso, che gli permetteva, tra le altre cose, di alzarsi dalla posizione seduta in cui si trovava a riposo, prima di iniziare a suonare, e persino, pare, di parlare. I meccanismi erano ad azionamento sia meccanico che pneumatico, quest'ultimo resopossibile dall'invenzione del Manzetti stesso di una sostanza particolare simile alla plastica, che invece fu effettivamente inventata solo 100 anni dopo.
L'automa era in grado di riprodurre 12 diverse arie in base ad un programma registrato su un meccanismo a cilindro.
Il Suonatore di flauto subì vari aggiornamenti e perfezionamenti successivi da parte di Manzetti nel corso degli anni, passando da un funzionamento meccanico a uno pneumatico, per vedere infine aggiunto un sistema di vocalizzazione intorno al 1866.
Restaurato nel 2000, a partire da aprile 2012 l'automa è esposto al pubblico nella mostra permanente al Centro Saint-Bénin di via Festaz, ad Aosta. L'automa era in precedenza esposto alla Maison de Mosse di Runaz, all'interno dell'esposizione permanente Au fil des ondes sui 150 anni di telecomunicazioni in Valle d'Aosta.

## Museo Manzetti
Ad aprile 2012, in apertura della XIV Settimana della Cultura, è stata inaugurata nell'ex cappella del Collegio Saint-Bénin l'esposizione permanente Innocenzo Manzetti: l'inventore e il suo automa, dedicata alla figura di Manzetti e alle sue invenzioni; nella sacrestia della ex-cappella sono ospitati l'automa e alcuni pannelli didattici touch-screen.. L'associazione culturale Museo Manzetti affianca il Centro Studi de Tillier nello studio e nella valorizzazione della figura dell'inventore e del museo a lui dedicato. Dal 17 dicembre 2020 al 20 maggio 2022 è stato temporaneamente esposto presso il Museo della tecnica di Vienna.

## Memoria
Ad Aosta all'inventore sono intitolati "l'Istituzione di istruzione tecnica e professionale" di via Festaz e la piazza della stazione di Aosta.

## Filmografia
- Innocenzo Manzetti I documenti, regia e produzione: Patrizio Vichi, 14 minuti, documentario, 1994.
- Innocenzo Manzetti, inventore, regia e produzione: Patrizio Vichi, 22 minuti, sceneggiato, 1994.